# Kanałopatie
Kanałopatie – grupa chorób wywoływanych przez zaburzoną funkcję podjednostek kanałów jonowych lub białek, które je regulują. Przyczyna kanałopatii może być wrodzona (wynikające z mutacji genu lub genów) lub nabyte (często wynikające z uszkodzenia kanału jonowego przez proces z autoagresji).
Kanałopatie mięśni szkieletowych obejmują takie schorzenia jak: hiperkaliemiczne porażenie okresowe, paramiotonia wrodzona, miotonia potasozależna, choroba Thomsena (i jej wariant Beckera) i Hipokaliemiczne porażenie okresowe.
Przykłady kanałopatii:
- choroba Brugadów
- wrodzona miotonia
- epizodyczna ataksja
- erytromelalgia
- hipertermia złośliwa
- miastenia
- rodzinna migrena hemiplegiczna
- mukolipidoza typu IV
- mukowiscydoza
- naprzemienne połowicze porażenie dziecięce
- neuromiotonia
- okresowy paraliż hiperkaliemiczny
- okresowy paraliż hipokaliemiczny
- retinopatia barwnikowa
- uogólniona padaczka z napadami gorączkowymi plus
- wrodzony hiperinsulinizm
- zespół Barttera
- zespół Romano-Warda
- zespół Timothy'ego
- zespół długiego QT
- zespół krótkiego QT